# Isabel Ana Sebastiá
Isabel Ana Sebastiá fue una impresora valenciana que vivió en el siglo XVII.
Era sobrina del impresor Joan Baptiste  Marçal. En 1647 se casó con el impresor José Guasch. Tras quedarse viuda en 1647, se puso al frente del taller de impresión y contó con Jerónimo Vilagrasa como administrador. Se casó en segundas nupcias en 1650 con Lucas Fuster, médico valenciano, quien en 1651 asumió la administración de la imprenta, evidenciado por el pie de imprenta de los escritos impresos en la imprenta.
Se estima que Isabel enviudó en 1654 o 1655, pues únicamente consta ella viviendo en la casa-taller, que estaba situada junto a la iglesia de San Martín. 
Según Serrano Morales (1920, p. 120), la imprenta fue uno de los principales establecimientos tipográficos de Valencia en el siglo XVII. En ella trabajaron además de los dos esposos de Isabel, los impresores Pere Patrici Mey, Joan Bapstiste Marçal y Jeroni Vilagrasa.
Isabel falleció en 1666.